# Koichi Fukuda
Koichi Fukuda es el guitarrista, programador, y teclista del grupo metal industrial Static-X. Estuvo presente en el lanzamiento del primer álbum del grupo, Wisconsin Death Trip, pero luego lo dejó antes de grabar su segundo disco, Machine, alegando problemas personales debidos a los excesivos tours. Aun así, contribuyó con los teclados en el álbum.  Más tarde volvió al grupo después de que abandonase el grupo el guitarrista hasta entonces, Tripp Eisen, al final del proceso de grabación del álbum Start a War en 2005, y ya estuvo presente hasta el último disco sacado por el grupo, Cannibal. 
Mientras estuvo fuera de Static-X, formó otro grupo menos agresivo llamado Revolve. Tuvieron bastante éxito en el ámbito local y dieron varios conciertos alrededor de Los Ángeles. Sacaron varias demos en su página web, y sacaron un EP que contenía varias versions de demos sacadas anteriormente y con unos pocos temas nuevos.
Al volver al grupo Koichi Fukuda', Wayne Static dijo - "Invitamos a Fukuda a volver al grupo para programar en la grabación de (Start A War), y después de que Tripp fue arrestado ... Lo primero que pensé es en preguntar a Koichi si quería volver al grupo. Crucé los dedos y, afortunadamente para nosotros, dijo que sí. Koichi estaba de vuelta, como en los días de club aquí, en Los Ángeles, donde participó en el disco, 'Wisconsin Death Trip', e hizo los dos primeros años de tour con el grupo. Ha estado en el estudio con nosotros desde octubre trabajando en el nuevo disco y esto es como una transición natural."
Según Wayne Static en los foros de Static-X, Koichi habla mejor japonés que inglés. Usa una guitarra Ibanez RG.